# خانه روتشیلد
خانه روتشیلت (انگلیسی: The House of Rothschild) فیلمی در ژانر زندگی‌نامه‌ای و درام به کارگردانی آلفرد ال. ورکر است که در سال ۱۹۳۴ منتشر شد.

## بازیگران
- جرج آرلیس
- بوریس کارلوف
- لرتا یانگ
- رابرت یانگ
- اسکار آپفل
- آرتور بایرون
- خانواده روتشیلد
- ماتیو بتز
- فرانک هاگنی
- ماری کینل
- کرافورد کنت
- سی. مانتگیو شا
- پل وایگل